# Oplichterssyndroom
Het oplichterssyndroom, bedriegerssyndroom of bedriegersfenomeen (Engels: impostor syndrome of impostor phenomenon) is een term die in 1978 werd geïntroduceerd door psychologen Pauline Clance en Suzanne Imes om mensen te beschrijven die niet in staat zijn hun prestaties te internaliseren. Ondanks externe bewijzen van hun competentie houden deze mensen het gevoel of de overtuiging dat ze bedriegers zijn en hun succes niet verdienen. Zij schrijven hun successen toe aan externe omstandigheden zoals geluk, goede timing of misleiding van anderen waardoor die hen voor intelligenter en competenter houden dan zij zelf menen te zijn, en mislukkingen schrijven ze toe aan eigen falen. Het is daarmee het tegenovergestelde van de self-serving bias (zelf-dienende attributiefout), de neiging om eigen successen toe te schrijven (attributie) aan dispositionele factoren (factoren die binnen een persoon liggen), en falen aan externe factoren.
Toen dit fenomeen voor het eerst werd beschreven, dacht men dat het vooral veel voorkwam bij succesvolle vrouwen. Nader onderzoek heeft uitgewezen dat het zowel mannen als vrouwen treft: het is min of meer gelijk verdeeld over de geslachten. Wel zouden mensen van kleur disproportioneel vaak last hebben van het oplichtersfenomeen.

## Achtergrond
Het oplichterssyndroom wordt niet beschouwd als een psychische aandoening of psychiatrische stoornis en komt niet voor in de DSM. Het is door veel psychologen bestudeerd. Hoewel het traditioneel gezien werd als een hardnekkige persoonlijkheidstrek, wordt het tegenwoordig beschouwd als een reactie op bepaalde situaties, gebeurtenissen en stimuli. Volgens deze interpretatie is het een respons die veel verschillende mensen ervaren op situaties die zulke gevoelens oproepen. Hoewel sommige mensen meer geneigd zijn tot oplichtersgevoelens, deze intenser ervaren dan de meeste anderen en geïdentificeerd kunnen worden met behulp van persoonlijkheidsschalen, is er geen bewijs dat het oplichterssyndroom een persoonlijkheidskenmerk is.
De Engelse term 'impostor phenomenon' werd in 1978 voor het eerst gebruikt in een artikel van klinisch psychologen Pauline Clance en Suzanne Imes, die zagen dat veel succesvolle vrouwen geneigd zijn te geloven dat zij niet intelligent zijn en dat anderen hen te hoog inschatten. In Nederland deed Vreneli Stadelmaier als eerste onderzoek naar het oplichterssyndroom.

## Succesvolle vrouwen
Imes en Clance vonden verschillende soorten gedrag bij vrouwen met het oplichterssyndroom:
- IJver: Begaafde vrouwen werken vaak hard om te voorkomen dat men ontdekt dat ze de mensen "bedriegen". Dit harde werk leidt vaak tot meer lof en succes, wat de oplichtersgevoelens en de angst "door de mand te vallen" in stand houdt. De "bedriegsters" voelen misschien dat zij twee of drie keer zo hard moeten werken, en bereiden zich daarom extra goed voor en maken zich zorgen over details. Dit kan leiden tot een burn-out en slaapgebrek.
- Het gevoel onecht te zijn: Een vrouw met oplichtersgevoelens tracht vaak aan leidinggevenden en professoren de gewenste antwoorden te geven, wat kan leiden tot een groeiend gevoel dat "onecht" te zijn.
- Gebruik van charme: In verband hiermee gebruiken begaafde vrouwen vaak hun intuïtieve waarnemingsvermogen en charme om goedkeuring en waardering te krijgen van leidinggevenden, en kiezen relaties met leidinggevenden om hun intellectuele en creatieve vaardigheden te vergroten. Wanneer de leidinggevende hen echter prijst of erkenning geeft, voelen zij dat deze lof gebaseerd is op hun charme en niet op hun kundigheid.
- Vermijden van tekenen van zelfvertrouwen: Een andere manier waarop vrouwen hun oplichtersgevoelens soms in stand houden, is door niet te laten zien dat ze vertrouwen in hun vaardigheden hebben. Zij kunnen denken dat ze door anderen afgewezen zullen worden als ze geloven in hun intelligentie en vaardigheden. Om dit te vermijden overtuigen ze zichzelf ervan dat ze niet intelligent zijn of geen succes verdienen.

## Prevalentie
Uit psychologisch onderzoek kwam rond 1980 naar voren dat naar schatting twee van de vijf succesvolle mensen het gevoel of de overtuiging hebben dat ze bedriegers zijn. Andere studies vonden dat zeventig procent van alle mensen deze gevoelens op enig moment hebben.
Volgens een meta-studie van de Engelstalige literatuur bleek uit de helft van de onderzochte studies geen verschil tussen de percentages vrouwen en mannen die last hebben van het fenomeen.
Leslie Jamison vroeg zich in The New Yorker af of mensen van kleur juist vaker de ervaring hebben dat hun competentie of intelligentie door anderen onderschat wordt, in plaats van dat hun competentie of intelligentie door anderen als een gegeven wordt beschouwd. Zij concludeert echter dat onderzoek herhaaldelijk heeft aangetoond dat mensen van kleur disproportioneel vaak last hebben van het oplichtersfenomeen.
Positieve discriminatie kan een reden zijn dat een lid van een minderheidsgroepering twijfelt aan zijn of haar capaciteiten en vermoedt dat hij of zij niet aangenomen werd wegens de eigen vaardigheden.
Mensen die last hadden van het oplichterssyndroom zijn onder meer schrijver Chuck Lorre, bestsellerauteur Neil Gaiman, bestsellerauteur John Green, komiek Tommy Cooper, zakenvrouw Sheryl Sandberg, rechter bij het Amerikaanse Hooggerechtshof Sonia Sotomayor, schrijver Maya Angelou en actrice Emma Watson.
In een interview met Volkskrantjournalist Menno Pot zei Brian May, gepromoveerd astrofysicus en gitarist van de rock/popgroep Queen het volgende over zichzelf:
Ik vond mezelf als wetenschapper een totale prutser. Steeds als ik een deel van mijn proefschrift inleverde bij mijn supervisor, kreeg ik het vol strepen en krabbeltjes terug. Ik vond dat ik als astrofysicus tekortschoot, al was ik cum laude afgestudeerd. Zelfs nu mijn proefschrift voltooid is en ik me doctor mag noemen, voel ik me nog geen echte wetenschapper. En het stomme is: als rockmuzikant heb ik hetzelfde. Altijd die sluimerende angst dat mensen erdoorheen zullen prikken: straks ontdekt iedereen dat het allemaal niets voorstelt.
 Pot duidt dit als een duidelijk bewijs dat May aan het oplichterssyndroom lijdt.
Hoogleraar seksuologie Ellen Laan zei in een interview met het Algemeen Dagblad:
Als ik naar mezelf kijk: ik ben vroeger enorm gepest op school, voelde weinig steun thuis en bouwde daar een minderwaardigheidscomplex op. (...) Het contrast - ik ging als eerste van de familie studeren, werd zelfs professor - maakt dat ik nog steeds last heb van het idee dat ik de boel aan het bedriegen ben. Dat ik elk moment door de mand kan vallen.

## Kritiek
Jamison haalt Ruchika Tulshyan en Jodi-Ann Burey aan; in de Harvard Business Review stellen zij dat het label de echte obstakels niet onderkent waarmee professionele vrouwen worden geconfronteerd, vooral vrouwen van kleur, en systemische ongelijkheid herformuleert als individuele pathologie. Burey zegt over het onderzoek van Clance en Imes: Het was geen klinische studie maar een stel anekdotische waarnemingen, grotendeels van 'goed presterende' witte vrouwen die veel bevestiging van de wereld hadden gekregen.
Clance en Imes, de eersten die het fenomeen beschreven, konden zich in veel van de kritiek vinden. Hun model concentreert zich meer op zaken als gezinsdynamiek en gendersocialisatie dan op institutioneel racisme en andere oorzaken van ongelijkheid. De aanduiding van het fenomeen als een 'syndroom' (zoals Clance en Imes het zelf dus niet hadden genoemd), alsof het om een psychische stoornis of diagnose gaat, heeft volgens Clance en Imes ook tot een eenzijdige kijk geleid. Jamison schreef hierover: De diagnose is een culturele kracht geworden die een versterkend effect heeft op het fenomeen dat er juist door verholpen had moeten worden.

## Therapie
Het gaat niet om een stoornis, maar een laag zelfbeeld of lage zelfovertuiging kunnen wel worden tegengegaan in therapie:
- Coherentietherapie gaat ervan uit dat wat iemand op onbewust emotioneel niveau geleerd heeft ertoe leidt dat diegene met bepaald gedrag, stemming, gevoelens of overtuigingen reageert en handelt. In tegenstelling tot cognitieve gedragstherapie zou coherentietherapie onze meest fundamentele kennis kunnen beïnvloeden die is opgeslagen in de sublimbische rechter hersenhelft en de delen van de hersenen waar de emoties verwerkt worden, die door andere vormen van psychotherapie niet bereikt kunnen worden. Coherentietherapeuten menen dat iemand die het gevoel of de overtuiging heeft een bedrieger te zijn dat effectief kan afleren als diegene leert zien dat de zelfonderschatting niet overeenkomt met de wezenlijke emotionele zelfkennis.[18]
- Gestalttherapie houdt in dat alle delen van de persoonlijkheid geaccepteerd worden, waarbij hun functie in het grotere geheel begrepen wordt. Dit is niet alleen een tegengif voor het geloof in een beschamend zelf dat verborgen moet worden, maar ook begrip van het zelf als bestaand uit vele delen.[5]
- Schrijftherapie stelt iemand in staat de gedachten te ordenen door te schrijven. Het geschreven verslag van de eigen objectieve prestaties kan de persoon in staat stellen deze met de realiteit te verbinden, in plaats van ze eenvoudig af te wijzen. Het verslag kan de persoon later ook aan de prestaties herinneren. Door deze methode poogt schrijftherapie het gevoel van tekortschieten te verlichten.[19]